# Санкти-Спириту
Санкти-Спириту (исп. Sancti Spiritu — «святой дух») — укреплённое поселение, основанное в 1527 году на берегу реки Парана исследователем Себастьяном Каботом. Являлось первым поселением европейцев на территории современной Аргентины, было уничтожено местными индейцами спустя два года. В настоящее время форт реконструирован, его территория является музеем. Расположен на юге городка Габото департамента Сан-Херонимо провинции Санта-Фе, в 75 км к северу от Росарио.

## Предшественники

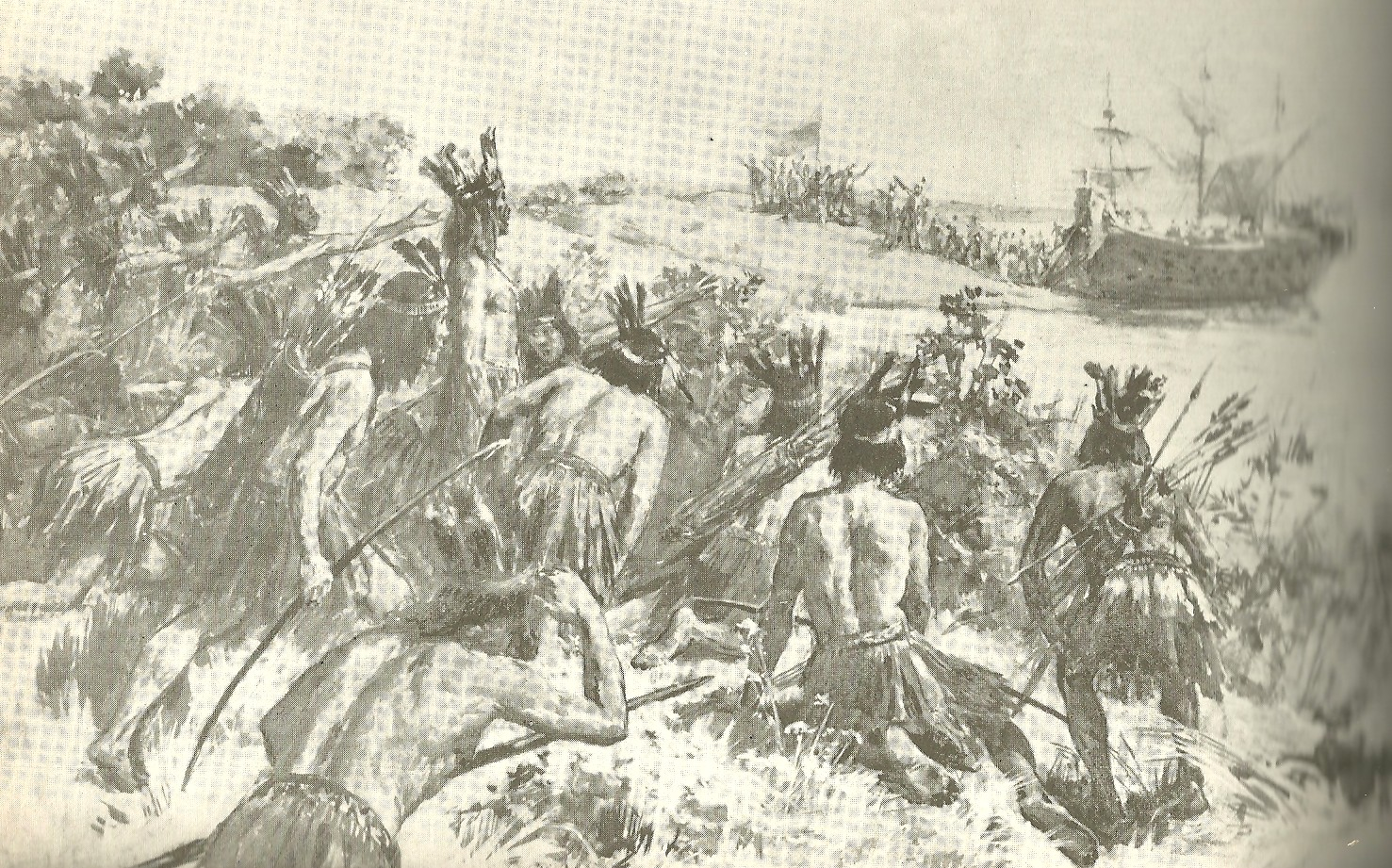
Открытие реки Ла-Плата исследователем Хуаном Диасом де Солис, после которого индейцы чарруа убили его и съели.

Экспедиция Хуана де Солис исследовала эстуарий Ла-Плата вдоль побережья современного Уругвая. Солис с шестью людьми из своей команды вышел на берег вскоре после входа корабля в реку Уругвай. Внезапно местные индейцы чарруа напали на них и убили всех, кроме молодого человека Франциско дель Пуэрто. Остальные участники экспедиции, наблюдавшие за стычкой с борта, отплыли обратно в Европу, однако один из кораблей потерпел крушение у острова Санта-Катарина. Там они были подобраны следующей европейской экспедицией под руководством Себастьяна Кабота.
Кабот также подобрал оставленного на берегу Франциско дель Пуэрто, который поведал Каботу слухи о «Белом короле» и Серебряных горах, расположенных к северу от Ла-Платы. Кабот поверил легенде и, оставив первоначальный план по исследованию навигации на пути к Молуккским островам, найденный экспедицией Магеллана-Элькано, отправился на поиски серебра. В результате информация оказалась ложной — в бассейне Ла-Платы отсутствуют залежи ценных металлов (скорее, в легенде говорилось про империю Инков), но слух о серебре стал причиной, по которой страна была названа Аргентина.

## Основание
Форт Санкти-Спириту был основан  27 февраля 1527 года у впадения реки Каркаранья в Парану. Испанцы наслаждались тёплым климатом и Кабот построил себе дом неподалёку от форта. Местные индейцы, сначала доброжелательно относившиеся к испанцам, помогали испанцам, а священник Франциско Гарсия просвещал их в религиозных вопросах. Строительство завершилось 9 июня 1527 года, в день Святой Троицы, что дало название поселению.
Кабот покинул форт 23 декабря на корабле с 130 людьми и отправился на поиски империи Белого короля. В форте остались 32 человека. Экспедиция проходила со значительными трудностями и пришлось применять силу против местного населения. В результате индейцы ушли и больше провизией испанцам не помогали. Многие из экипажа Кабота не одобряли его действия и готовили мятеж, но священник раскрыл их планы и лидер мятежников был казнён.
Экспедиция остановилась у реки Парагвай, узнав, что в район прибыли новые корабли. Перед возвращением в форт Санкти-Спириту Кабот встретил экспедицию Диего Гарсии де Могер, который принимал участие в экспедиции Хуана де Солиса. Поспорив о правах на эксклюзивную навигацию по реке, они в конце концов решили вернуться в форт, объединить силы, запросить помощи у Испании и отправиться во вторую экспедицию по поиску Белого короля.

## Уничтожение

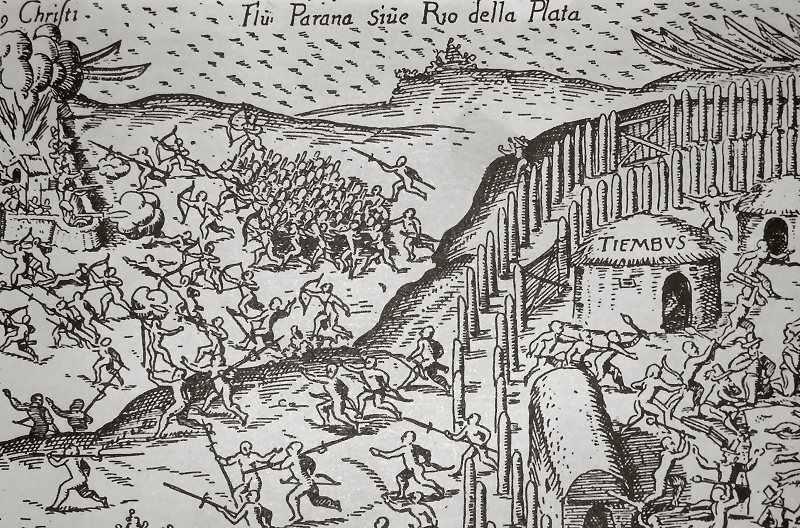
Уничтожение форта Санкти-Спириту. Иллюстрация из книги Ульриха Шмидля «Путешествие по реке Ла-Плата»

Кабот отправил три исследовательские группы на запад для сбора информации о Белом короле, но, не дожидаясь их возвращения, сам отправился в путь. Однако ему пришлось почти сразу вернуться в форт, поскольку он узнал, что местные жители стали враждебно относиться к испанцам и организовывали восстание. По возвращении в форт, где комендант Грегорио Каро не особо поддерживал военную дисциплину, Кабот и Могер приказали убить сотни местных жителей в качестве средства устрашения, причём Кабот убил касика Ягуари. Эти меры не подействовали, и враждебность индейцев лишь возросла.
Кабот организовал карательную экспедицию в Парагвай, вновь оставив Каро управлять фортом. Информация о том, что индейцы будут атаковать форт подтвердилась, но Кабот продолжал двигаться на север, полагая, что Каро справится с его защитой. Нападение на Санкто-Спириту произошло ночью 1 сентября 1529 года. Местные жители подожгли форт, пока все испанцы спали. Когда они проснулись, защищаться уже было поздно, поэтому они попытались спастись на двух кораблях. Большая часть испанцев была убита и один корабль был уничтожен до того, как ему удалось отчалить.
Выжившие отправились за Каботом и Могером, которые сразу повернули назад. К тому времени, как они вернулись, все оставшиеся в форте испанцы были мертвы, а сам форт индейцы сровняли с землёй. Признав поражение, испанцы вернулись в Европу.

## Последствия
С уничтожением Санкти-Спириту период испанских исследований Аргентины завершился, на смену ему пришёл период колонизации. Слухи о Белом короле продолжали будоражить умы в Испании и Португалии (Алежу Гарсия достиг Империи инков в 1525 году). Испания отправила Педро де Мендоса колонизировать район до того, как это сделают португальцы. В 1536 году Мендоса основал город Буэнос-Айрес у устья реки Парана.
В 1610 году Руй Диас де Гусман описал историю Санкти-Спириту в книге «Аргентина». В книге присутствует история женщины с именем Люсия Миранда, которая была вовлечена в любовный треугольник с испанцем и касиком. Утверждалось, что отношения Миранды способствовали успеху индейцев в атаке на форт. Эта история была скопирована в более поздних хрониках и исторических работах, но сегодня известно, что она была выдумкой, поскольку в экипаже Себастьяна Кабота женщин не было.